# Protesterna i Djibouti 2011
Protesterna i Djibouti 2011 var en i raden av folkliga demonstrationer i arabvärlden 2011, inspirerade av den tunisiska jasminrevolutionen och den egyptiska hibiskusrevolutionen.
En stor demonstration ägde rum den 18 februari 2011 och riktade sig direkt mot landets president Ismail Omar Guelleh som styrt landet sedan 1999 sedan denne i mitten av januari 2011 ändrat landets konstitution för att möjliggöra en tredje mandatperiod. Detta visade sig vara ett mycket impopulärt beslut. Demonstranterna krävde demokratiska reformer och presidentens avgång.
Protesterna ägde huvudsakligen rum i huvudstaden Djibouti och gick förhållandevis fredligt till även om visst våld har förekommit från regeringssidan, som bland annat skjutit med gummikulor mot demonstranterna. Minst två personer dödades.